# Myrmecaelurus glaseri
Myrmecaelurus glaseri är en insektsart som först beskrevs av Hölzel 1972.  Myrmecaelurus glaseri ingår i släktet Myrmecaelurus och familjen myrlejonsländor. Inga underarter finns listade i Catalogue of Life.